# The Other Lamb
The Other Lamb ist ein Horrorfilm von Małgorzata Szumowska, der im September 2019 im Rahmen des Toronto International Film Festivals seine Weltpremiere feierte. Das Filmdrama erzählt von einer Sektengemeinde, die ausschließlich aus Frauen besteht, mit Ausnahme des Anführers, eines Mannes, der „Shepherd“ genannt wird, gespielt von Michiel Huisman. Der Film wird durch die Augen der 15-jährigen Selah erzählt, gespielt von Raffey Cassidy.

## Handlung

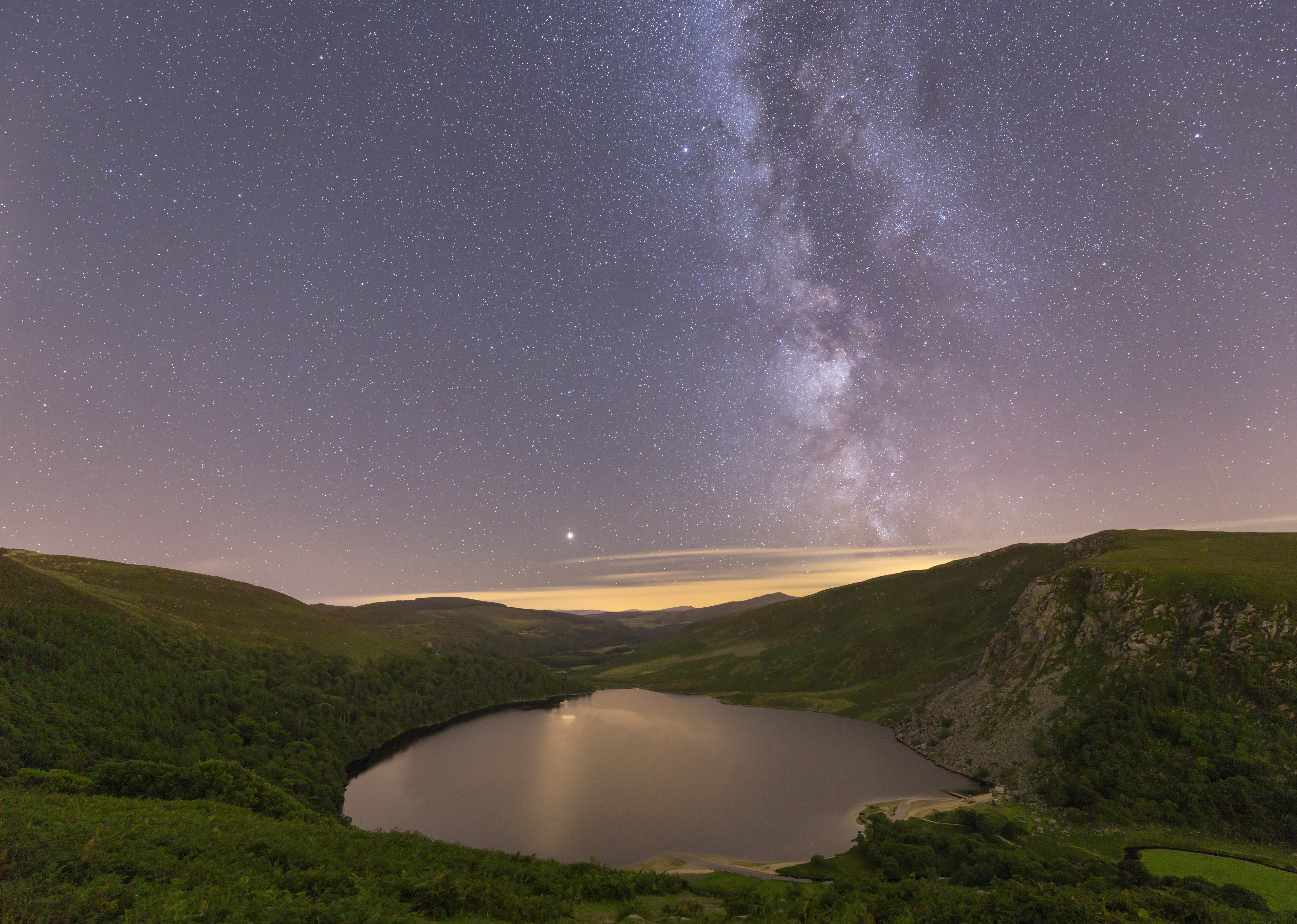
Der Anführer der Sekte bezeichnet die Gegend um den Lough Tay, wo der Film gedreht wurde, als „Paradies auf Erden“

Die junge Selah wuchs innerhalb einer Sektengemeinde auf, die ausschließlich aus Frauen besteht, mit Ausnahme des Anführers, eines Mannes, der als der „Shepherd“, ihr Hirte, bezeichnet wird und den sie ähnlich einem Messias verehren. Ihr Lager liegt im Wald versteckt, und sie müssen ohne moderne Technologie auskommen. Der Alltag der Frauen ist von Arbeit bestimmt, damit sie als autarke Gemeinschaft weit weg von der modernen Zivilisation überleben können. Seine Frauen kleiden sich alle in Rot, während sich seine Töchter in Königsblau hüllen.
Völlig unterwürfig wetteifern sie um seine „Gnade“ und stellen ihrem Anführer hierfür ihre Körper zur Verfügung. Er warnt seine Anhängerinnen vor der Verderbnis der Welt dort draußen, ein kaputter Ort, der von kaputten Menschen erschaffen worden sei und von dem sie sich unbedingt fernhalten müssten. Ihre kleine Idylle mit dem Wasserfall und dem kleinen See, in dessen Nähe sie ihr Lager haben, beschreibt der Shepherd hingegen als „Paradies auf Erden“.
Die mittlerweile 15-jährige Selah hat ihre Pubertät fast hinter sich gelassen und ist zu einer richtigen Frau herangereift. Nun soll auch sie eine Ehefrau des Shepherds werden. Sie wird von Visionen verfolgt, die voll blutiger Bilder sind. Zudem wird sie in einen Ritus eingeweiht, was ihr zeigt, was mit den Frauen in der Gemeinschaft geschieht, wenn sie älter werden. Das Leben hier ist das einzige Leben, das Selah jemals gekannt hat. Doch zunehmend beginnt sie ihren Glauben an das alles infrage zu stellen.
Eigentlich sind die Behörden am Leben der Sekte nur wenig interessiert, solange von ihnen kein schweres Verbrechen begangen wird. Als die Polizei der Sektengemeinde einen Besuch abstattet, erklärt der Shepherd seinen Anhängerinnen, dass sie ein neues Zuhause finden müssten, noch tiefer im Landesinneren. Doch Sarah, die mittlerweile ahnt, dass er für den Tod ihrer Mutter verantwortlich ist, beginnt die Geschichte der Sekte neu zu erzählen, ein Privileg, das sich bislang ihr Anführer vorbehielt.

## Produktion

### Stab, Filmtitel und Besetzung
Es handelt sich bei The Other Lamb um den ersten Film der polnischen Regisseurin Małgorzata Szumowska in englischer Sprache. Das Drehbuch schrieb C.S. McMullen. Dieses landete im Jahr 2017 auf der Black List der besten unverfilmten Ideen Hollywoods. Der Filmkritiker Justin Chang von der Los Angeles Times schreibt, auch wenn der im Film praktizierte Kult nicht gerade religiös ist, könne die Agenda des Hirten in gewisser Weise als groteske Störung des Psalm 23, auch als Hirtenpsalm oder Psalm vom guten Hirten bezeichnet, gelesen werden, in dem der Satz „Er weidet mich auf einer grünen Aue“ selten ekelhafte Untertöne annehme. Das im Titel des Films genannte Lamm sei seinerseits sowohl wörtlich als auch bildlich zu verstehen: „Die Frauen versorgen ihre eigene kleine Schafherde, von denen eines Selah ist.“ Über das Wort „Selah“, das in den Psalmen wiederholt vorkommt, sagt Chang, man könne es sich als eine Art „Amen“ vorstellen und so eine Gelegenheit zum Innehalten und Nachdenken.
Raffey Cassidy übernahm die Rolle der jungen Selah, Michiel Huisman spielt den Sektenführer. In dem Film The Invitation spielte er noch ein Sektenmitglied. Denise Gough spielt die von ihm verstoßene Sarah.

### Dreharbeiten und Kostüme
Die Dreharbeiten fanden komplett in der Stadt Wicklow und der gleichnamigen Grafschaft an der Ostküste Irlands statt. Einige Aufnahmen entstanden am nahe gelegenen Powerscourt Waterfall sowie am Lough Tay, den der Anführer der Sekte im Film als „Paradies auf Erden“ bezeichnet. Die Dreharbeiten wurden im März 2019 beendet. Als Kameramann fungierte Michał Englert, als Filmeditor Jarosław Kamiński.
Die Kostüme stammen von Jenny Nolan. Sie lässt die Frauen im Film einheitliche Kleider tragen, die „Töchter“ in Dunkelblau, die „Ehefrauen“, alle Frauen, mit denen der „Hirte“ schon geschlafen hat, in Blutrot. Dieser Unterschied in der Kleidung bilde bereits visuell einen Kontrast zwischen den beiden Gruppen, so Roger-Ebert-Kritikerin Monica Castillo. Loren King von der Alliance of Women Film Journalists bemerkt, die strengen Kostüme der Frauen gepaart mit ihrem gleichmäßig geflochtenen Haar, seien eine Anspielung auf polygame Kulte und eine starre religiöse Hierarchie, was The Other Lamb die Atmosphäre einer düsteren, aber majestätischen Horrorfabel oder Allegorie verleihe.

### Filmmusik und Veröffentlichung
Die Filmmusik steuerten der Belgier Rafaël Leloup und der Pole Paweł Mykietyn bei, die größtenteils aus Saiteninstrumenten besteht. Zudem enthält der Film einige Acapella-Darbietungen von Volksliedern, die von den Sektenmitgliedern gesungen werden, wie das beängstigende, englische Kinderlied Babes in the Wood und der Song Down to the Valley to Pray, aber auch den Popsong The Last Goodbye der Indie-Rockband The Kills.
Der Film wurde am 6. September 2019 im Rahmen des Toronto International Film Festivals erstmals gezeigt. Ebenfalls im September 2019 erfolgte eine Vorstellung beim Festival Internacional de Cine de San Sebastián, wo der Film im Hauptwettbewerb gezeigt wurde. Im Oktober 2019 wurde er beim London Film Festival im offiziellen Wettbewerb vorgestellt, im März 2020 beim Glasgow Film Festival. Am 3. April 2020 wurde der Film in den USA im Vertrieb von IFC Films veröffentlicht und ist auch als Video-on-Demand abrufbar. Im Juli 2020 wurde er im Rahmen der Fantasy Filmfest Nights des Fantasy Filmfest gezeigt.

## Rezeption

### Kritiken und Altersfreigabe
In den USA erhielt der Film von der MPAA ein R-Rating, was einer Freigabe ab 17 Jahren entspricht, unter anderem wegen gezeigter Gewalt, Nacktheit und einiger verstörender Sexszenen. In Deutschland wurde der Film von der FSK ab 16 Jahren freigegeben.

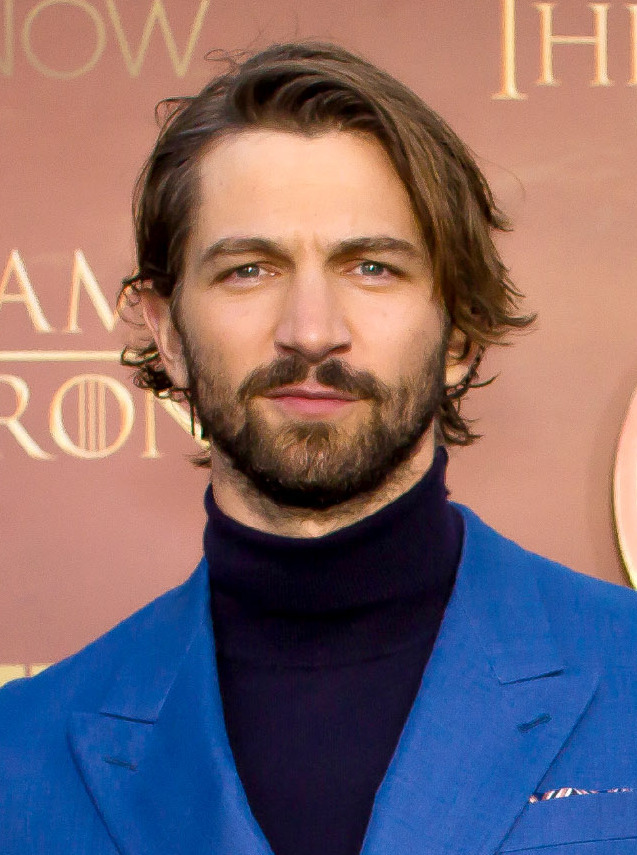
Michiel Huisman spielt den Sektenführer

Der Film wurde von 75 Prozent aller bei Rotten Tomatoes erfassten Kritiker positiv bewertet.
Justin Chang von der Los Angeles Times schreibt, Raffey Cassidy spiele diesen Teenager, der in einem inzestuösen, polygamen Sexkult aufgewachsen ist, wie bereits in Vox Lux oder The Killing of a Sacred Deer, wo sie durch ihre wachsame Intelligenz und ihre unheimliche, übernatürliche Besonnenheit aufgefallen war, so fesselnd wie immer. Letztlich wird Chang jedoch das Gefühl nicht los, dass Selahs, und damit auch Cassidys, nächstes Kapitel der interessantere Film sein könnte.
Ryan Lattanzio von IndieWire erinnert The Other Lamb an den Film Midsommar und besonders auch das Buch beziehungsweise die Fernsehserie The Handmaid’s Tale, wenn die Frauen nur als Gebärmaschinen gesehen werden und nicht mehr.
Die Filmkritikerin Antje Wessels erkennt auch eine Orientierung an The Witch von Robert Eggers über eine gottesfürchtige, von der Dorfgemeinschaft an den Rand eines Waldes gedrängte Familie. Wessels hebt die starke Hauptdarstellerin und die fantastische Kameraarbeit hervor, bemerkt aber auch, die angewandten Symboliken wirkten hier und da abgegriffen.
Kaleem Aftab vom Online-Filmmagazin Cineuropa schreibt, was The Other Lamb zu einer so unbequemen, herausfordernden aber zugleich auch hervorragenden Sache mache, sei die Idee, dass dieses System nur mit Erlaubnis der Frauen funktionieren kann. Die Frauen beklagten sich, dass ihr Hirte sie einst mit demselben Blick beäugte, wie er es nun bei ihren Töchtern tut. Dies sei beunruhigend und nur eine der in dem Film vermittelten Botschaften, der sich immer nah am Horror bewege. Die Beziehung zwischen diesen in der Sektengemeinde lebenden Außenseitern und dem System, dem sie zu entrinnen versuchen, erinnert Aftab an Debra Graniks Film Leave No Trace, und er spricht in seinem Fazit von einem betörenden, komplexen Film, der für viele Interpretationen offen ist.

### Auszeichnungen
Critics’ Choice Super Awards 2021
- Nominierung als Bester Schauspieler in einem Horrorfilm (Michiel Huisman)[21]

Festival Internacional de Cine de San Sebastián 2019
- Nominierung für die Goldene Muschel (Małgorzata Szumowska)[22]

London Film Festival 2019
- Nominierung im Wettbewerb (Małgorzata Szumowska)

## Synchronisation
Die deutsche Synchronisation entstand nach einem Dialogbuch von Daniel Johannes und der Dialogregie von Gerald Schaale im Auftrag der Think Global Media GmbH, Berlin.
| Darsteller        | Synchronsprecher   | Rolle    |
| ----------------- | ------------------ | -------- |
| Eve Connolly      | Josephine Schmidt  | Adriel   |
| Isabelle Connolly | Nina Schatton      | Eloise   |
| Jane Herbert      | Anni C. Salander   | Evelyn   |
| Kelly Campbell    | Rieke Werner       | Hannah   |
| Aislín McGuckin   | Victoria Sturm     | Maria    |
| Denise Gough      | Melanie Hinze      | Sarah    |
| Raffey Cassidy    | Anna Gamburg       | Selah    |
| Michiel Huisman   | Karlo Hackenberger | Shepherd |
| Ailbhe Cowley     | Moira May          | Tamar    |